# Let JAT 367
Let JAT č. 367, se strojem DC-9 registrace YU-AHT, na pravidelné lince Stockholm-Kodaň-Záhřeb-Bělehrad, byl zničen výbuchem nálože minutu a půl poté, co překročil hranice mezi NDR a ČSSR. Nehoda se odehrála 26. ledna 1972, krátce po západu slunce, letoun se nacházel ve výšce 10 km. Letuška Vesna Vulović se stala v celém světě známou tím, že tuto nehodu přežila. Let bývá poměrně často nesprávně označován číslem 364.

## Letoun YU-AHT

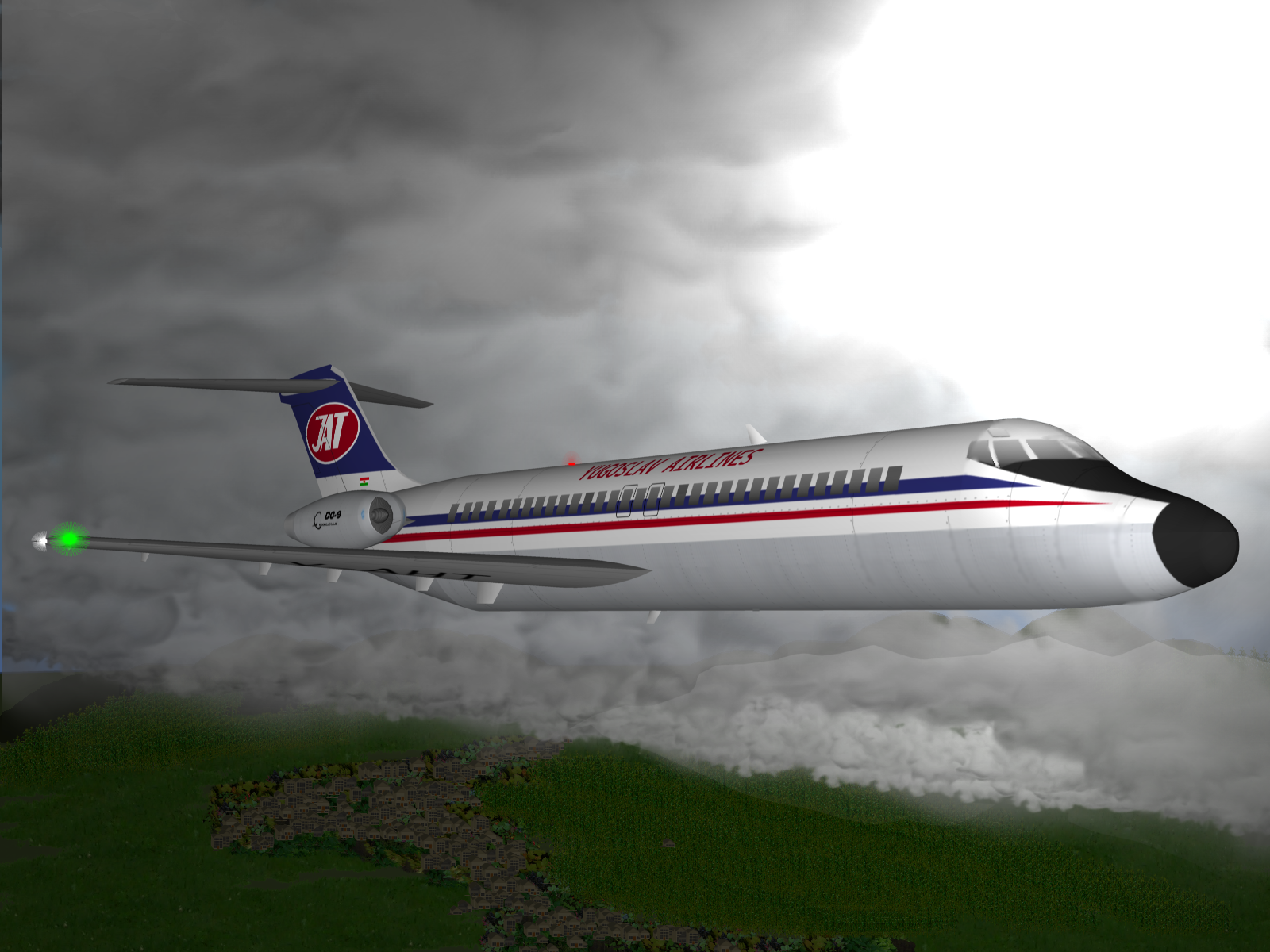
Počítačový model YU-AHT

Letoun registrace YU-AHT byl dvoumotorový proudový letoun vyrobený v USA, McDonnell Douglas DC-9-32. Do flotily společnosti Jugoslovenski aerotransport byl zařazen v únoru 1971, v době nehody byl tedy v provozu necelý rok. Jedná se o stroj, určený pro lety na krátké a střední vzdálenosti, který (v závislosti na konfiguraci sedadel) pojme kolem sta cestujících. Byl poháněn dvěma motory Pratt & Whitney umístěnými na zádi. V době nehody měl nalétáno cca 2 100 hodin, za tu dobu se u něj nevyskytly žádné vážnější závady a kromě jedné mírně opožděné revize nebyly ani v údržbě shledány žádné nedostatky. V době nehody byla na letadle nefunkční pomocná energetická jednotka APU, což nemělo na vznik nebo průběh nehody žádný vliv, mimo to, že letoun musel být startován pozemním agregátem. Přestože obě posádky si byly závady vědomy, pokusila se předchozí posádka APU ve Stockholmu spustit.
Osudného dne, po výměně posádky v Kodani, byl velitelem letounu 42letý Ludvik Razdruh, druhým pilotem 37letý R. Mihić. Dále se v letadle nacházel mechanik a tři palubní průvodčí, mezi nimi i dvaadvacetiletá Vesna Vulovićová. Na palubě cestovalo z Kodaně pouze 23 cestujících, s pětičlennou posádkou tedy celkem 28 osob.

## Let

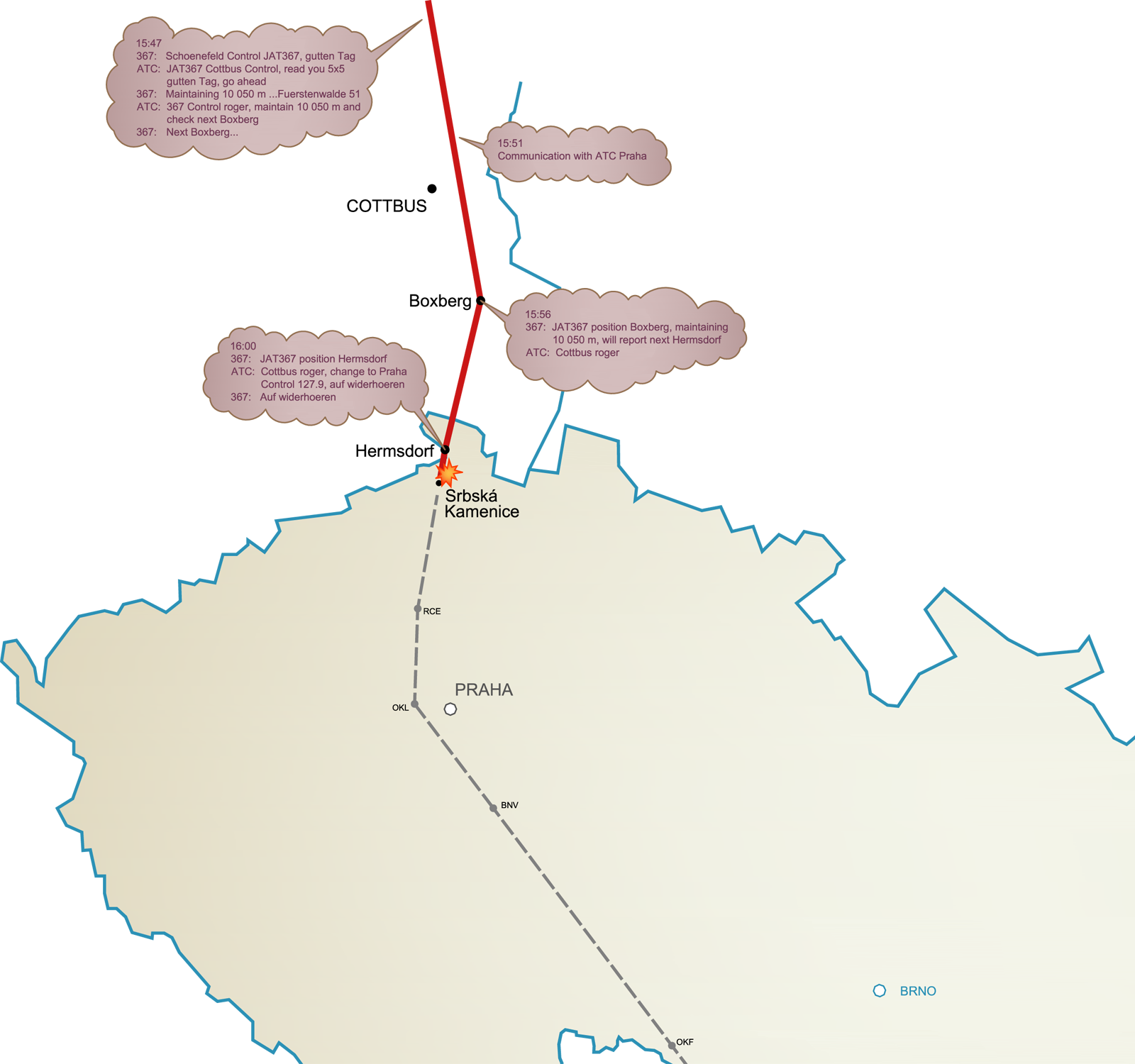
Trajektorie letu JAT367

Letoun odstartoval ze stockholmského letiště ve 13:30 hod. Když za hodinu přistával, nová posádka na něj už na kodaňském terminálu čekala a pozorovala vystupující posádku i cestující. Mezi cestujícími byl jeden, který upoutal pozornost Vesny Vulovićové svým „strašně neklidným“ chováním. Později uvedla, že už od předchozího večera se chovala nezvykle i posádka, jakoby všichni cítili, že se něco stane. Poslední věcí, která se jí vybavuje, je nástup zadními dveřmi a několik žen dokončujících úklid kabiny.
Letoun odstartoval z kodaňského letiště Kastrup (CPH) z RWY22R v 15:20 hod. Při přeletu VOR MON (zřejmě dnešní DME-VOR CODAN na odletovém směru MONAK, asi 80 km jižně od CPH (55°0′5″ s. š., 12°22′45″ v. d.), byl již na letové hladině FL160 (cca 5 km) a během letu směrem na Berlín postupně nabíral výšku až na plánovaných 10 050 m (FL330). Let probíhal klidně, meteorologické podmínky byly příznivé, vál zadní vítr, provoz nebyl hustý. Letoun se pohyboval rychlostí asi 280 KIAS (520 km/h IAS) jižním směrem, v letové cestě UA4. Podle letového plánu měl nad Prahou změnit kurz mírně na východ a pokračovat dál koridorem UA15.
- V 15:47 UTC se let JAT 367 ohlásil ATC Cottbus (omylem volané jako ATC Schönefeld) a udal přelet bodu Fürstenwalde /na mapě/ 52°23′20″ s. š., 14°5′44″ v. d. v 51. minutě.
- V 15:51 navázal let JAT 367 spojení s pracovištěm řízení letového provozu (ATC) v Praze a požádal o povolení ke vstupu do FIR Praha, ohlásil svou výšku a předpokládanou dobu přeletu hraničního radiomajáku NDB HD – Hermsdorf 50°55′41″ s. š., 14°22′8″ v. d. v 16:03.
- V 15:56 se spojil znovu s ATC Cottbus, ohlásil polohu Boxberg, výšku 10 050 m a oznámil, že příště se ohlásí při přeletu Hermsdorfu. Cottbus control potvrdil přijetí hlášení.
- V 16:00 ohlásil JAT 367 přelet Hermsdorfu, ATC jej instruovalo k přeladění na ATC Praha a vzájemně si vyměnili s posádkou pozdravy. „Auf wiederhören“ byla pravděpodobně poslední slova posádky, vyslaná do éteru.
- V 16:01:29 došlo k výbuchu v zavazadlovém prostoru a oba letové zapisovače přestaly (FDR po dvou sekundách) pracovat.
- V 16:04:40 se ještě objevilo na kmitočtu ATC Praha krátké a nečitelné zavolání. Není ale známo, zda pocházelo z JAT 367.

## Nehoda
Na zemi bylo v té době kolem nuly, zataženo, slunce zapadlo před víc než čtvrthodinou, už se začínalo stmívat. Pro cestující na letové hladině však slunce zapadalo právě nyní, nebe bylo čisté, oblačnost byla hluboko pod nimi, dosahovala sotva do výšky 2 km. Piloti se právě věnovali příjmu meteorologických zpráv. V tu chvíli otřásla letounem mocná exploze, která narušila trup a podlahu kabiny, v celé délce od kokpitu pilotů až k náběžné hraně křídel. Silně poškozené letadlo zřejmě ještě chvíli letělo vcelku, než se rozlomilo na dva kusy – samostatný kokpit s přístrojovou sekcí a zadní část s křídly. Během pádu byla zadní část letounu vystavena takovému přetížení, že nevydržel úchyt levého motoru a ten se odlomil od trupu.
Na obrazovce radaru v ATC Cottbus se značka letounu nezvykle rozzářila a přestala pohybovat. Zatímco dispečeři i právě prolétající bulharský let TABSO LZ103 se marně pokoušeli s letounem navázat spojení, echo na radaru pomalu sláblo, jak se lidé a trosky postupně snášely k zemi. Někteří obyvatelé obcí pod dráhou letounu zaslechli mohutný výbuch a několik minut nato začaly z mraků vypadávat různé předměty a lidská těla. V 16:25 byla oficiálně zahájena pátrací a záchranná akce.

## Záchranné práce

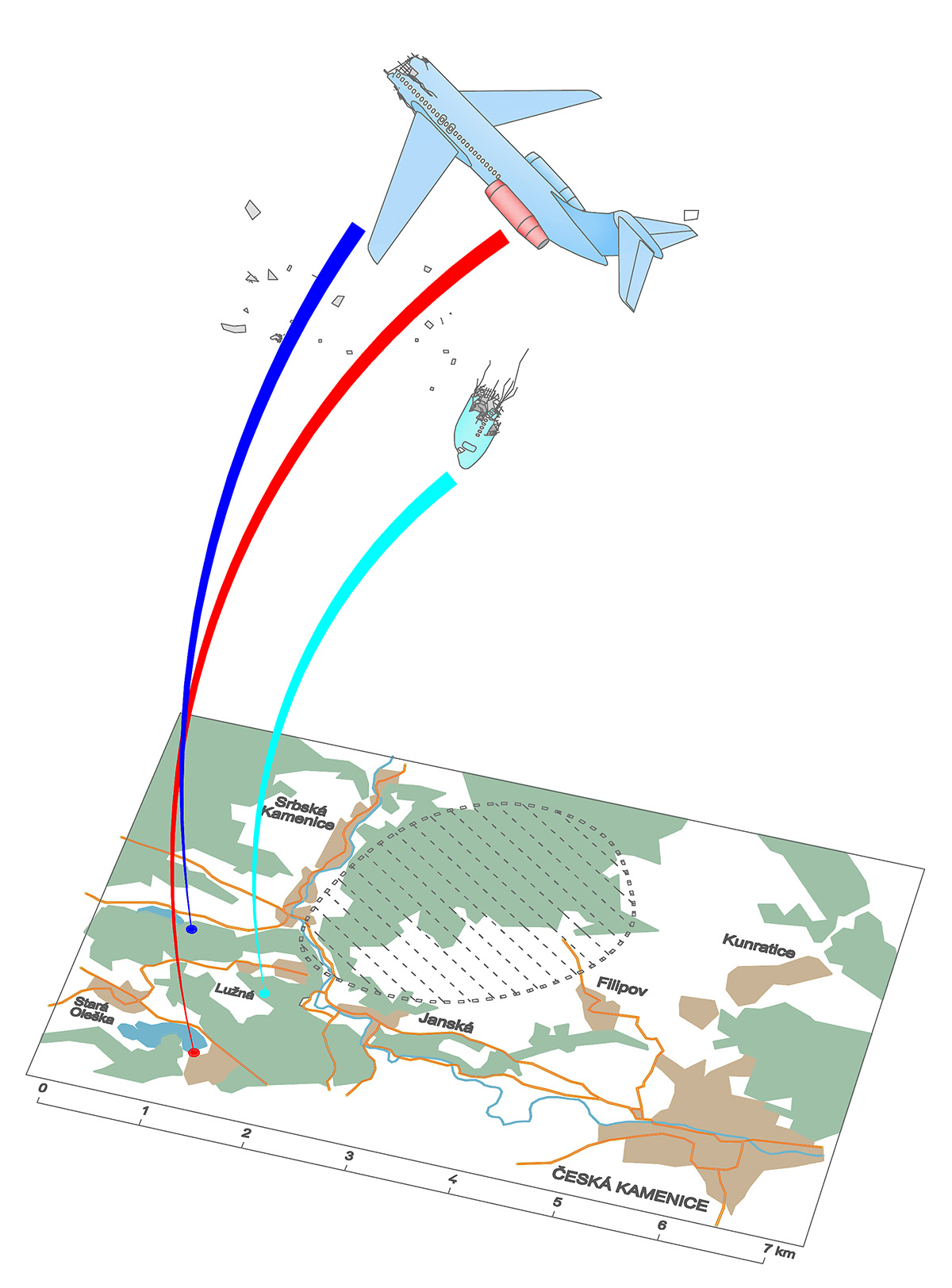
Místa dopadu trosek letounu

Záchranné práce začaly prakticky okamžitě po oznámení nehody očitými svědky. Byl povolán maximální počet zdravotníků z nemocnice a OÚNZ v České Kamenici, vyjely všechny sanitní vozy, na místo bylo vysláno 500 příslušníků ozbrojených sil, aby značně rozlehlou oblast dvou nebo tří desítek km² podrobně prohledali. Ještě téhož večera a noci bylo nalezeno 11 obětí, levý motor /místo nálezu/ 50°47′49″ s. š., 14°20′43″ v. d. i zadní část trupu 50°48′37″ s. š., 14°20′21″ v. d., ve které dopadlo na zem 7 osob, jednou z nichž byla i letuška Vesna Vulovićová. Utrpěla mnoho zranění (mj. frakturu lebky a obratle), dolní část těla měla ochrnutou. Vulovićová visela přední polovinou těla ven z vraku, pod bezvládným tělem dalšího člena posádky (zřejmě stevardky Slobodanky Gavranovićové) a na nich ležel převrácený cateringový vozík. Jedním z mužů, kteří ji objevili a zachránili, byl lesník Bruno Henke, občan německé národnosti, který sloužil za druhé světové války jako zdravotník v německé armádě.
Později byla nalezena i pilotní kabina s přístrojovou sekcí, ve vzrostlém lese téměř na vrcholku kopce /místo nálezu/ 50°48′17″ s. š., 14°21′8″ v. d.. Oba piloti zůstali připoutáni v sedačkách, podle pozdějšího lékařského posudku měli v čase nárazu ruce na řízení a nohy na pedálech. Nelze říci, zda si byli vědomi, že letí v oddělené přední části, nebo zda se ještě snažili stroj řídit. Zvuk výbuchu a skřípot trhajícího se trupu však rozhodně nemohli přeslechnout. V okamžiku nárazu se otiskly ručičky hodin na stupnici v čase 16:09, tedy 7–8 minut od výbuchu. Postupně bylo nalézáno množství roztroušených trosek, osobních předmětů i 19 lidských těl v několikakilometrové oblasti mezi Českou a Srbskou Kamenicí (centrum oblasti) 50°49′10″ s. š., 14°23′ v. d..
Záchranné práce komplikovala nejprve tma a nepřístupný terén, následujícího rána se přidalo silné sněžení a vítr. Jen výjimečně bylo možno provádět průzkum z připraveného vrtulníku Mi-8. Musely být vybudovány provizorní přístupové cesty pro jeřáby a těžkou techniku a vykáceny potřebné plochy. 28. ledna byla vyzvednuta přední část a vyproštěni piloti, 29. ledna byla objevena poslední dvě těla. Nalezené trosky byly postupně shromažďovány a dle potřeby odesílány k dalším expertizám. Zbylé trosky byly později sešrotovány, neboť jugoslávská strana o ně neměla zájem.

## Vyšetřování nehody

### Zkoumání trosek
Po shromáždění trosek byla učiněna mj. následující zjištění:
- Stopy po požáru nebyly nalezeny
- Nedošlo k explozi součástí letounu (tlakové lahve, hasicí přístroje, pneumatiky)
- Na troskách, tvořících stěny a strop nákladového prostoru byl nalezen poprašek černé práškové hmoty (po analýze identifikován jako pyroslož)
- Nosná konstrukce letounu byla v této části potrhána a zohýbána rázovou vlnou, potahové plechy trupu odtrhány směrem ven
- Koberec v kabině pro cestující byl zespodu očazen, podlahový rošt zohýbán a potrhán
- Na několika místech byly objeveny mikročástice z potahového materiálu kufru, zabořené střepinovým efektem do různých materiálů
- Byl objeven silně poškozený rám kufru, kde v kovovém lemu byly zbytky materiálu shodného složení s jedním druhem mikročástic
- Byl objeven zbytek upraveného hodinového strojku s chemickými stopami výbušniny [1]

### Letové zapisovače
Letoun byl v souladu s předpisy vybaven dvěma černými skříňkami, zapisovačem hovorů a zvuků z pilotní kabiny (CVR) a zapisovačem letových údajů FDR. Oba přístroje byly nárazem poškozeny a protože vyšetřovatelé neměli k dispozici potřebné detailní znalosti a vhodné technické prostředky, obrátili se se žádostí o spolupráci na servisní partnery výrobců.

#### CVR
Zapisovač zvuků a hovorů v pilotní kabině byl nalezen v blízkosti zadní části trupu, pod krytem pravého motoru. Do čtyř kanálů zapisoval z různých zdrojů, na magnetofonovou smyčku délky cca 40 m, rychlostí 2,18 cm/s, zvuky posledních 30 min. Byl převezen do Amsterdamu, kde byl u firmy Allen Aircraft Radio Internacional CVR otevřen, pásek vyjmut, za přítomnosti československých a jugoslávských specialistů na zkušebním zařízení přehrán a pořízeny kopie pro účely vyšetřování. Z analýzy a srovnáním s pozemními nahrávkami radiokorespondence vyplynulo, že po ukončení relace s ATC Cottbus pokračovali piloti v příjmu meteorologických zpráv VOLMET a v 16:01:29 došlo náhle, zjevně z důvodu přerušení dodávky elektrické energie, k ukončení záznamu.

#### FDR
Zapisovač letových údajů zapisoval na tenkou nerezovou fólii, pohybující se rychlostí 2,54 mm/min (asi 4 setiny mm/s) pouze 4 údaje: tlakovou výšku, indikovanou rychlost, magnetický kurz a vertikální zrychlení. Zapisovač byl nalezen před centroplánem, ve značně poškozeném stavu, s deformovaným a proraženým krytem. Násilné otevření a vyjmutí kazety se záznamem se uskutečnilo opět v Amsterdamu, v laboratořích letecké společnosti KLM, za přítomnosti expertů z Jugoslávie, ČSSR a zástupce holandského leteckého úřadu. Celková doba záznamu od okamžiku vzletu činila 42 min, poté byl záznam opět přerušen v důsledku přerušení napájení. V získaných datech nejsou patrny žádné anomálie, pouze v posledních 2 s je zaznamenána změna vertikálního zrychlení z +1,1 g na +0,4 g a končí na –0,1 g.

### Ohledání těl
- Ve všech případech, kromě jednoho (snad spícího) pasažéra byly zjištěny tělesné reakce na stres
- V pěti případech byl zjištěn oxid uhelnatý, navázaný na hemoglobin
- Ve většině případů byly objeveny tukové embolie na plicích, jako reakce na prudkou dekompresi
- Bylo prokázáno, že některá zranění utržili cestující před dopadem na zem
- U některých obětí byla prokázána zvýšená fyzická aktivita (zřejmě snaha udržet se ve zmítajícím se trupu)
- Zranění všech zemřelých byla toho druhu, že nebylo žádnými prostředky možné je zachránit

## Závěr šetření

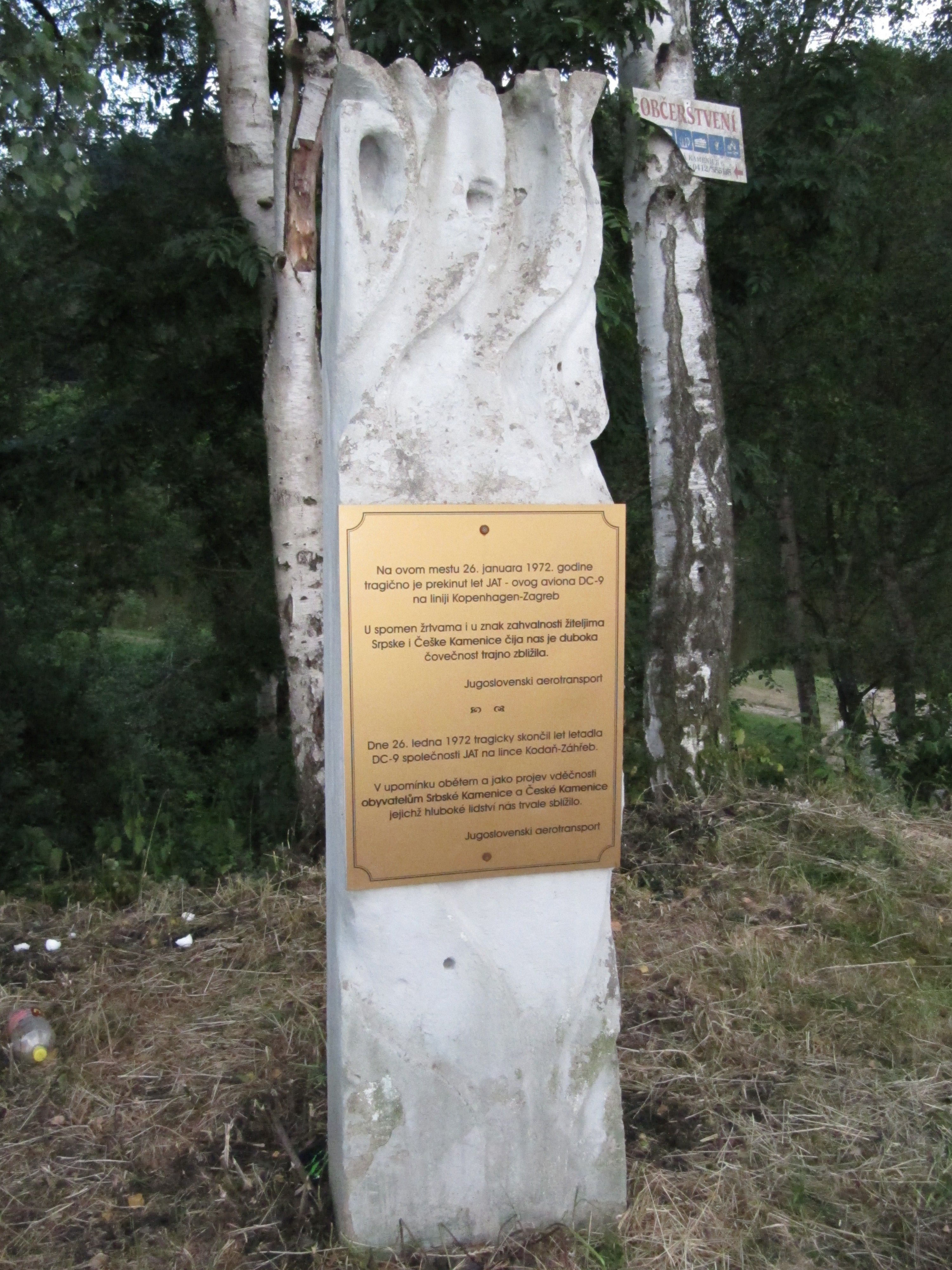
Pomník v Srbské Kamenici

Jako příčinu nehody komise jednoznačně stanovila celkové rozrušení letadla, způsobené explozí nastražené trhaviny. Trhavina, jejíž složení bylo přesně stanoveno, byla umístěna spolu s časovacím zařízením v kufříku hnědočerné barvy, který byl vložen do většího, černého kufru a utěsněn novinovým papírem a hadry. Trhavina byla zřejmě obalena pyrosloží (analyzovaný černý poprašek), která však byla z větší části rozmetána a vznítila se jen místně (popálený koberec, stavené konce lanka), v důsledku čehož se ale některé oběti nadýchaly oxidu uhelnatého. Exploze těžce poškodila spodní polovinu trupu, podlahu kabiny cestujících a elektrická a lanová vedení, tímto prostorem procházející. Poškození byla natolik zásadní, že zbývající konstrukce nebyla schopná dlouhodobě odolat. Po čase, který vyšetřovatelé odhadli na 3-20 s po výbuchu, se letoun rozlomil a pilotní kabina i zadní část letounu padaly k zemi samostatně. Zadní část letounu konala při pádu tak prudké pohyby, že došlo k odlomení levého motoru a mohlo to mít vliv i na to, že celkem 19 osob z trupu vypadlo. Tato část se 7 lidmi dopadla zřejmě ocasními plochami napřed na zalesněný svah, kde se postupně odlomily ocasní plochy, křídla i zbývající motor. Klouzáním po svahu, lámáním stromů i konstrukcí letounu se trup postupně zbrzdil.
Zjištěním a dopadením pachatele se vyšetřovatelé nezabývali.

## Pachatelé
Ráno po nehodě, 27. ledna, zatelefonoval anonymní muž do redakce švédských novin Kvällsposten, vydávaných v Malmö. Špatnou švédštinou prohlásil, že je členem organizace Chorvatského národního odporu, protisrbsky orientované skupiny Ustaša a přihlásil se k bombovému útoku. Nikdy nebyl dopaden. Této skupině je ovšem přičítána i celá řada dalších teroristických akcí, například v dubnu předchozího roku útok na jugoslávské velvyslanectví ve Stockholmu, kdy smrtelně zranila velvyslance Vladimira Roloviće a dva její členové byli za tento čin ve Švédsku odsouzeni.
Vulovićová, jako svědkyně, která mohla vidět pachatele, byla z obavy před zavražděním celou dobu pobytu v nemocnici střežena. Po mnoha letech uvedla, že podle jugoslávských sdělovacích prostředků pachatelé zemřeli v průběhu války v Jugoslávii.
Poznámka: V roce 1976 uneslo pět členů jiné radikální chorvatské skupiny letoun Boeing 727 americké společnosti TWA, let 355 z New Yorku do Chicaga. Po složitých peripetiích a třech mezipřistáních skončil letoun nakonec s prostřílenými pneumatikami v Paříži, kde byl propuštěn zbytek cestujících. Pachatelé byli zadrženi a deportováni do USA, kde byli odsouzeni k vysokým trestům. Při likvidaci nálože, kterou únosci předem umístili na newyorském nádraží, přišel o život jeden policista a druhý byl vážně zraněn.
Oficiálně se k odpovědnosti za nehodu letadla nikdy žádná chorvatská protijugoslávská organizace nepřihlásila. Podle Zlatka Vereše, odborníka na vyšetřování leteckých nehod, Jugoslávské tajné služby jméno pachatele znaly.
V listopadu 2024 odvysílala Česká televize reportáž v pořadu Reportéři ČT, kde byl jako pachatel celé události identifikován Josip Senić. Ten v době výbuchu vedl evropskou část Chorvatského revolučního bratrstva.

## Konspirační teorie
V lednu 2009 Peter Hornung-Andersen, redaktor rozhlasové stanice ARD, spolu s německým novinářem Tim van Beverenem a českým kolegou Pavlem Theinerem zpochybnili průběh a výsledky tehdejšího vyšetřování a předložil teorii, podle které bylo letadlo sestřeleno československou armádou. Podle názoru novinářů měla v civilní vyšetřovací komisi vytvořené bezprostředně po pádu letadla rozhodující vliv československá tajná policie StB, která potom ovlivňovala celý postup vyšetřování. Podle novinářů byly ze zprávy odstraněny důležité dokumenty (např. originály radarových obrazů), zpochybňují velikost oblasti rozptylu trosek vzhledem k výšce pádu letadla. Mají také pochybnosti o autenticitě záznamu z černých skříněk. Podle novináři osloveného německého patologa ukazují dochované fotografie těla, která spadla z mnohem menší výšky, přibližně 800 m, tedy z úrovně základny oblačnosti. Dalším argumentem novinářů je, že svědkové nemohli slyšet hukot motorů a následnou explozi letadla, nacházejícího se na letové hladině.
Mezi odborníky vyvolala teorie zamítavou odezvu. Podle Zlatka Vereše, odborníka na vyšetřování leteckých nehod, se Jugoslávské tajné služby dozvěděly jméno člověka, který bombu na palubu letadla vnesl, ale toto jméno nikdy nechtěly zveřejnit. Sama Vulovićová údajně tuto konspirační teorii označila za senzacechtivou, nesmyslnou a absurdní, i když vzhledem k její měsíční amnézii je to poněkud irelevantní. Úřad pro civilní letectví ČR neprojevil zájem a přešel novinářská odhalení s komentářem, že takové teorie jsou u podobných nehod evergreenem.
Pilot-operátor Mi-24V, sloužící v 80. letech ostrou hotovost proti narušitelům vzdušného prostoru ČSSR u 11.vrp, Ing. Bořivoj Čech, uvádí, že v roce 1988 na velitelském stanovišti PVOS Kříženec od místního letovoda osobně slyšel toto:
"A tu DC-9 v roce 1972 co letěla z Kodaně do Záhřebu jsme sestřelili dvěma raketami. To nevíš, co? Jednou raketou jsme ji poškodili a druhou raketou jsme ji dorazili, když nouzově klesala. To nebyli ustašovci." 
Čech uvádí, že DC-9 měla na radaru efektivní odrazovou plochu menší, než jako dopravní letoun – spíše jako stíhací letoun. V době pádu letu JAT 367 letěl v jeho blízkosti vojenský transport s vysoce postaveným činitelem vojsk Varšavské smlouvy. Pokud se DC-9 letovodům ČSLA mylně jevil jako neidentifikovaný stíhač ohrožující VIP let, sestřel by byla logická reakce.

### Podobné nehody
- Let Pan Am 103 – výbuch nad Lockerbie (1988)
- Let Air India 182 – nastražená bomba na palubě Boeingu 747 (1985)
- Let Itavia 870 – tzv. Ustický masakr – stejný typ letounu (1980)
- Let ČSA 001 – jiná, mediálně publikovaná a poněkud nejasná konspirační teorie s politickým pozadím (1976)
- Let Kogalymavia 9268 – výbuch nad Sinajským poloostrovem (2015)